# اوگوست دونی
اوگوست دونی (فرانسوی: Auguste Donny‎; ۱ ژانویهٔ ۱۸۵۱ – نامشخص) قایقران قایق بادبانی اهل فرانسه بود.